# منتخب كوريا الجنوبية لاتحاد الرغبي
منتخب كوريا الجنوبية الوطني لاتحاد الرغبي (هانغل: 대한민국 럭비 유니언 국가대표팀) هو ممثل كوريا الجنوبية الرسمي في المنافسات الدولية في اتحاد الرغبي. تأسس في 16 مارس 1969م.

## وصلات خارجية
- الموقع الرسمي